# Anthony Hamilton (kampsportare)
För andra betydelser, se Anthony Hamilton (olika betydelser).
Anthony Wayne Hamilton, född 14 april 1980 i Kent, är en amerikansk MMA-utövare som sedan 2014 tävlar i organisationen Ultimate Fighting Championship.